# Hôpital La Rochefoucauld
Hôpital La Rochefoucauld (česky La Rochefoucauldova nemocnice) je nemocnice v Paříži. Nachází se mezi Avenue du Général-Leclerc a Avenue René-Coty ve 14. obvodu. Původní klasicistní budova z 18. století je od roku 1928 chráněna jako historická památka.

## Historie
Královský dům zdraví (maison royale de santé) byl založen v roce 1780 s přispěním krále Ludvíka XVI., prévôta a komtesy La Rochefoucauld-Doudeauville, po které je nemocnice od roku 1822 pojmenována. Budovu v novoklasicistním stylu Ludvíka XVI. postavil architekt Charles-François Viel de Saint-Méaux. Za Velké francouzské revoluce byla nemocnice znárodněna a používána pro nevyléčitelně nemocné. Budova je od roku 1928 zapsána na seznamu historických památek.